# Motor de refuerzo

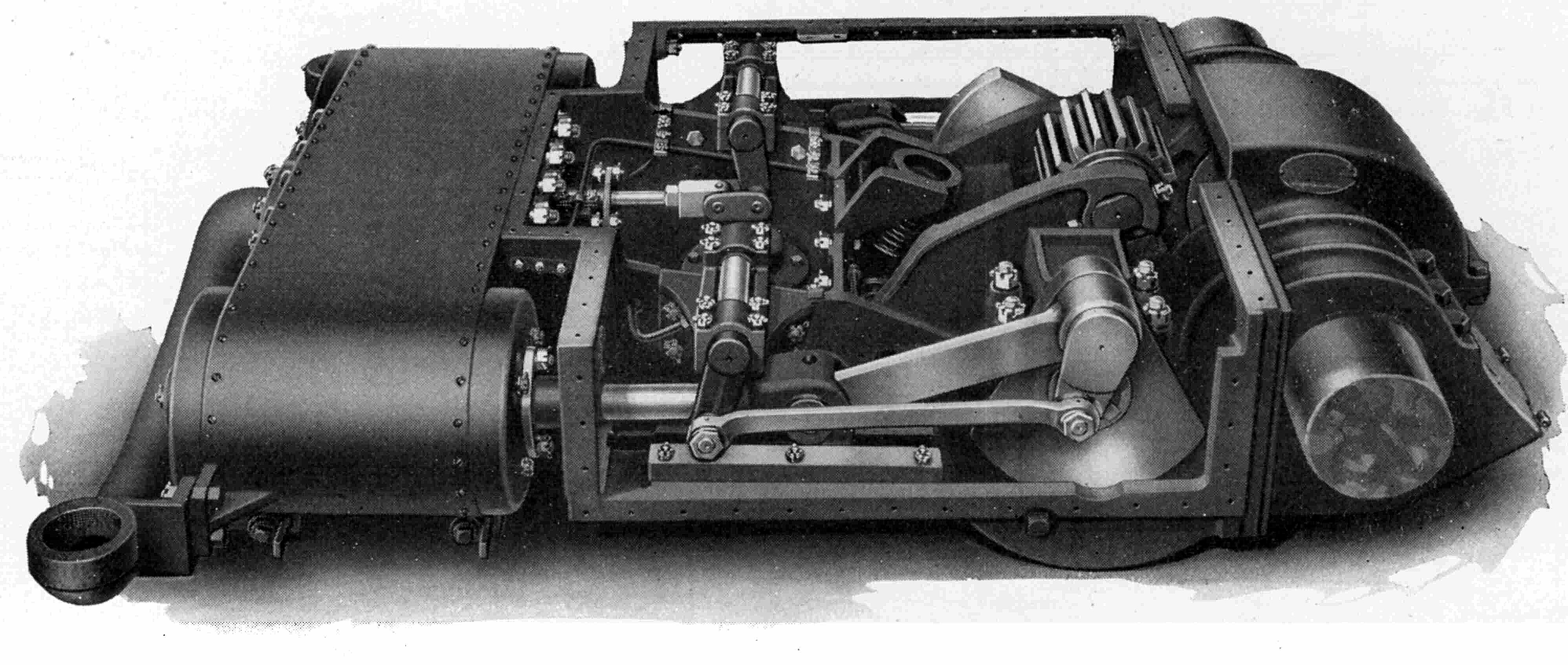
Motor de refuerzo con la cubierta quitada para mostrar su mecanismo interior. El eje motriz está a la derecha; y el motor de refuerzo normalmente se colgaba detrás de él

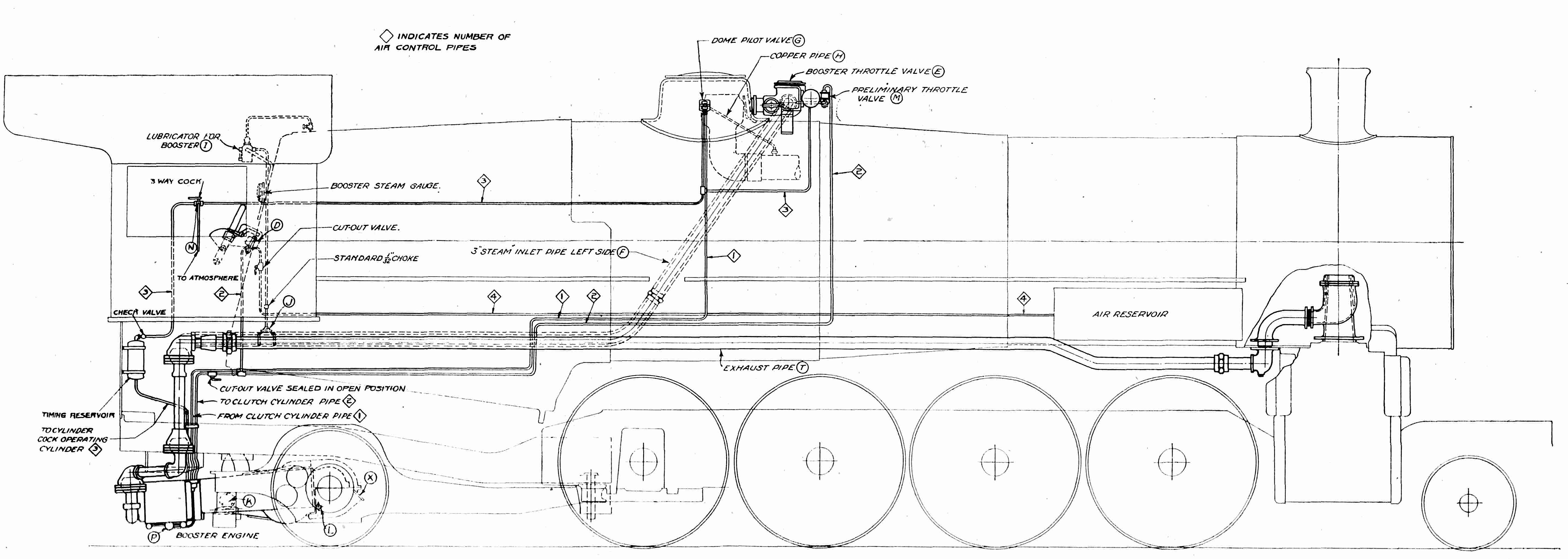
Diagrama que muestra cómo se instala y conecta un motor de refuerzo

Un motor de refuerzo para locomotoras de vapor es una pequeña máquina de vapor de dos cilindros conectada mediante engranajes al eje de tracción delantero de una locomotora, o al eje situado delante del ténder. Un reductor oscilante permite que el maquinista lo ponga en funcionamiento. Trabaja solo sobre un eje y puede ser no reversible (con un único engranaje reductor), o reversible (cuando dispone de dos engranajes). 
Un motor de refuerzo se utiliza para arrancar un tren pesado o mantener baja velocidad en condiciones exigentes. Se podía accionar mientras el tren se movía a velocidades inferiores a unos 25-30 km/h. Con unos 300 CV de potencia, se cortaba automáticamente a partir de velocidades de entre 30 y 55 km/h, dependiendo del modelo y del diseño del motor. Su capacidad tractora variaba normalmente entre 45 y 55 kN, aunque algunos modelos alcanzaban hasta los 70 kN. 
Los motores de refuerzo situados en un ténder están equipados con barras laterales que los conectan con un eje de la locomotora. Estas pequeñas barras laterales restringen la velocidad y, por lo tanto, solo se utilizaban en locomotoras de maniobras destinadas a la formación de trenes en playas de vías. La disposición en el ténder era mucho más rara que en la locomotora. 

## Razones para el uso de motores de refuerzo
El refuerzo está destinado a compensar deficiencias fundamentales en el diseño de la locomotora de vapor estándar. Primero, la mayoría de las locomotoras de vapor no proporcionan energía a todas las ruedas. La cantidad de esfuerzo tractor que se puede transmitir al raíl depende del peso de las ruedas motrices y del factor de adherencia de las ruedas contra la vía. Las ruedas sin tracción generalmente se necesitan para proporcionar estabilidad a la marcha del tren, pero a baja velocidad no son necesarias, por lo que efectivamente 'desperdician' el peso que podría usarse para la tracción. 
Segundo, el "engranaje" de una locomotora de vapor es constante, porque los pistones están unidos directamente a las ruedas a través de bielas y manivelas. Por lo tanto, se debe llegar a un compromiso entre la capacidad de tracción a baja velocidad y la capacidad de correr rápido sin inducir velocidades excesivas del pistón (que causarían fallos mecánicos) o el agotamiento del vapor. Ese compromiso significa que, a bajas velocidades, una locomotora de vapor no puede utilizar toda la potencia que la caldera es capaz de producir: simplemente no puede usar vapor tan rápido, por lo que hay una gran diferencia entre la cantidad de vapor que puede producir la caldera y la cantidad que se puede usar. El motor de refuerzo permite aprovechar ese potencial perdido. 

## Desventajas
Los motores de refuerzo eran costosos de mantener, con componentes mecánicamente delicados como sus tubos de vapor y escape flexibles, o sus engranajes reductores.

## Uso

### Norteamérica
El refuerzo se usó preferentemente en América del Norte. Los explotadores ferroviarios en otros lugares a menudo consideraban difícilmente justificable el gasto y la complejidad que implicaba este sistema. 
Incluso en la región de América del Norte, los motores de refuerzo se aplicaron solo a una pequeña parte de todas las locomotoras construidas. Algunos ferrocarriles usaban refuerzos ampliamente, mientras que otros no. El Ferrocarril Central de Nueva York era muy partidario de los motores de refuerzo, y los aplicaba a todas sus locomotoras Hudson 4-6-4. Sin embargo, su compañía rival, el Ferrocarril de Pensilvania, utilizó pocas locomotoras equipadas con motores de refuerzo. 
El Canadian Pacific Railway registró 3257 locomotoras de vapor adquiridas entre 1881 y 1949, pero solo 55 estaban equipadas con motores auxiliares: 17 de la clase H1 4-6-4; 2 de la clase K1 4-8-4; y 36 clase T1 2-10-4. 

### Australia
En Australia, los Ferrocarriles de Victoria equiparon todas las locomotoras clase X 2-8-2 menos una (construidas entre 1929 y 1947) con un motor de refuerzo de dos cilindros 'Franklin', tras una prueba exitosa del dispositivo en una locomotora clase N 2-8-2 más pequeña en 1927. A partir de 1929, las locomotoras pesadas de pasajeros de la clase 4-8-2 de los Ferrocarriles del Sur de Australia de la clase 500 se reconstruyeron como 4-8-4, con la adición de un eje tractor con un motor de refuerzo. 

### Nueva Zelanda
La clase Kb de los Ferrocarriles de Nueva Zelanda de 1939, se construyó con un motor de refuerzo para permitir que las locomotoras ascendieran las pendientes más pronunciadas de algunas líneas de la Isla Sur (particularmente el Cass Bank de la Línea Midland). Algunos motores de refuerzo se eliminaron más adelante debido a problemas mecánicos. 

### Gran Bretaña
En Gran Bretaña, dos locomotoras Gresley P1 2-8-2, construidas en 1925 para el Ferrocarril de Londres y del Noreste, estaban equipadas con unidades de refuerzo. Los refuerzos se eliminaron a fines de la década de 1930. 
Un primer refuerzo utilizado en Gran Bretaña era del tipo ténder de vapor, que fue probado en 1859 por Benjamin Connor del Ferrocarril de Caledonia. Archibald Sturrock patentó un sistema similar el 6 de mayo de 1863.